# Parafia Ducha Świętego w Poznaniu
Parafia rzymskokatolicka pw. Ducha Świętego w Poznaniu – rzymskokatolicka parafia w dekanacie Poznań – Nowe Miasto obejmująca terytorialnie osiedle Antoninek.

## Historia
Pierwsi mieszkańcy Antoninka osiedlili się po I wojnie światowej. To z ich inicjatywy podjęto starania o budowę nowego kościoła zlokalizowanego nieopodal stacji kolejowej Poznań-Antoninek. W tym czasie opiekę duszpasterską sprawowali księża z parafii św. Marcina w Swarzędzu. Nabożeństwa sprawowane były w miejscowej szkole podstawowej. 4 czerwca 1938 roku została erygowana parafia pod wezwaniem Ducha Świętego. Pierwszym proboszczem został ks. Jan Pietrzak. Parafianie wraz z duszpasterzem podjęli dzieło budowy kościoła na działce przy ul. Jaromira. Kamień węgielny został wmurowany w maju 1939 roku przez bp. Walentego Dymka. Prace budowlane przerwał wybuch II wojny światowej. W 1941 roku władze hitlerowskie nakazały wysadzenie nieukończonej budowli. W tym czasie mieszkańcy Antoninka mogli uczestniczyć w Mszy świętej jedynie w kościele św. Wojciecha w Poznaniu.

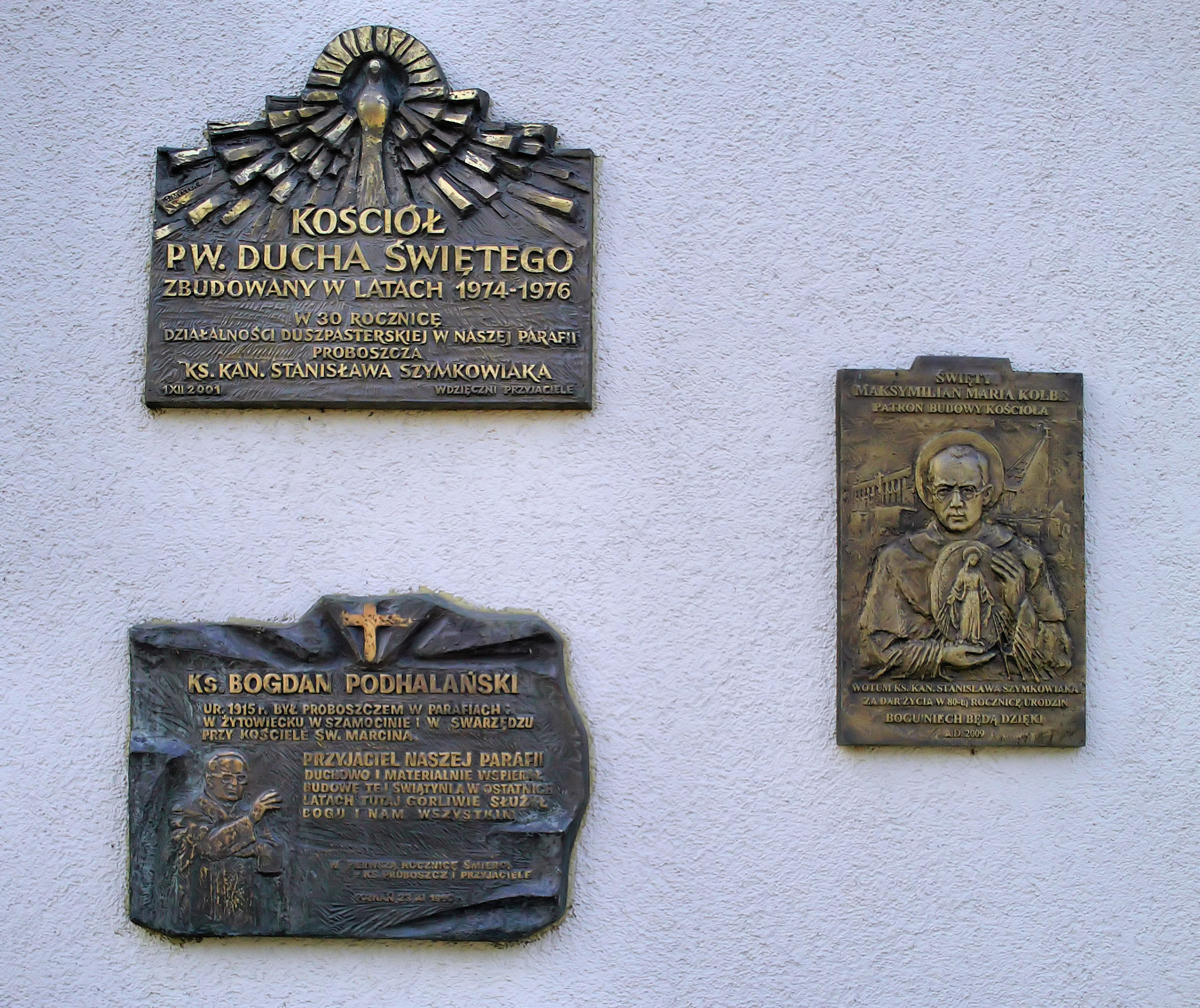
Tablice pamiątkowe na ścianie kościoła parafialnego.

Po zakończeniu wojny nowym proboszczem został ks. Tadeusz Kowalski. Przy ul. Browarnej postawiono barak, w którym zaaranżowano tymczasową kaplice. W 1948 podjęto budowę domu parafialnego, która decyzją władz komunistycznych musiała zostać przerwana. W tym samym okresie nieustannie podejmowano wysiłki uzyskania zgody na ponowne rozpoczęcie budowy kościoła parafialnego. W 1950 roku urząd proboszcza objął ks. Florian Deresiński. W 1956 roku otrzymał pozwolenie na budowę probostwa.
W 1971 roku proboszczem został minowany ks. Stanisław Szymkowiak. Po dwóch latach uzyskał długo oczekiwaną zgodę na postawienie kościoła. Autorem projektu był Aleksander Holas. Prace budowlane rozpoczęto w 1974 roku i trwały zaledwie dwa lata. W budowę świątyni licznie zaangażowali się mieszkańcy. W 1975 roku został wmurowany kamień węgielny. 31 października 1976 roku ks. abp Antoni Baraniak poświęcił nowy kościół.
W kolejnych latach sukcesywnie doposażano wnętrze kościoła. W 1980 roku na terenie parafii otwarto Dom Księży Emerytów. W 1998 roku dokonano poświęcenia nowego ołtarza wraz z lektorium. W 2002 roku część parafii położona na północ od ul. Warszawskiej została przyłączona do nowo powstałej parafii Matki Bożej Różańcowej w Zielińcu. Rok później w stan spoczynku przeszedł dotychczasowy proboszcz ks. Szymkowiak. Nowym proboszczem został ks. Stanisław Walewicz, który pełnił posługę w parafii do 2008 roku. Od grudnia 2008 do czerwca 2009 proboszczem parafii był ks. Dariusz Kmieciak.

## Współczesność
Parafia administracyjnie przynależy do dekanatu Poznań-Nowe Miasto. Terytorialnie obejmuje mieszkańców dzielnicy Antoninek. Od 2009 roku urząd proboszcza pełni ks. Mieczysław Urbaniak.